# ویکیروویتسه
ویکیروویتسه (به چکی: Vikýřovice) یک منطقهٔ مسکونی در جمهوری چک است که در شهرستان شومپرک واقع شده‌است.
 ویکیروویتسه ۱۱٫۷۵ کیلومتر مربع مساحت و ۲٬۱۱۱ نفر جمعیت دارد و ۳۳۵ متر بالاتر از سطح دریا واقع شده‌است.